# Vranići kod Višnjana
Vranići kod Višnjana is een plaats in de gemeente Višnjan in de Kroatische provincie Istrië. De plaats telt 49 inwoners (2001).